# Pas Football Club
Pas Tehran Football Club (persa:باشگاه فوتبال پاس تهران) foi um clube de futebol da cidade de Teerã, capital do Irã.
O Pas FC era o clube de futebol do multisportivo Pas Cultural e Sport Club. O clube tem uma longa e rica história e sempre foi associado à polícia iraniana, recebendo a maior parte de seu financiamento desse ramo. Nos últimos anos, o clube de futebol mostrou-se um concorrente, graças ao aumento do financiamento e ao apoio do quadro de equipes. A equipe jogou seus jogos no Shahid Dastgerdi Stadium. Em 9 de junho de 2007, Pas Teerã foi oficialmente dissolvido. Seu direito de participar da Copa do Golfo Pérsico foi dado a um time recém-formado chamado Pas Hamedan.

## Títulos

### Internacional
- AFC Champions League: 1 (1993)

### Nacionais
- Campeonato Iraniano: 5 (1977, 1978, 1992, 1993 e 2004)
- Liga de Tehran: 1967